# Gheorghe Grozav
Gheorghe Grozav, né le 29 septembre 1990 à Alba Iulia, est un footballeur international roumain. Il évolue au poste d'ailier.

## Biographie
Grozav commence sa carrière à Unirea Alba-Iulia, en division 2 roumaine. À seulement 18 ans, il est l'un des grands artisans de la montée d'Unirea Alba-Iulia en Liga I avec 12 buts marqués en 32 matchs.
Grâce à ces débuts prometteurs et à László Bölöni, « Gicu » Grozav obtient un test au Standard de Liège en juillet 2009. Bien que concluant, Grozav préfère retourner dans son club formateur.
Après six mois et deux buts en seize matchs de Liga I, Gheorghe Grozav signe définitivement au Standard de Liège moyennant une indemnité de 350 000 € ainsi que 15 % de ré-intéressement à la revente. 
Le 26 décembre 2010, après la défaite du Standard au Cercle de Bruges, il retourne en Roumanie sans prévenir son club. À la suite de cet incident, il est reversé dans le noyau U21. Le Standard envisage même de rompre son contrat s'il ne se ressaisit pas.
Le 9 août 2011, Le Standard prête Grozav au FC Universitatea Cluj pour qu'il puisse avoir du temps de jeu.
Le 31 mars 2020, le Kisvárda FC met fin à son contrat ainsi que celui de son coéquipier Iasmin Latovlevici car ils sont en rentrés en Roumanie sans permission durant la pandémie de coronavirus.

### Palmarès
- Standard de Liège
  - Vice-champion de Belgique en 2011
  - Vainqueur de la Coupe de Belgique en 2011

- Petrolul Ploiești
  - Vainqueur de la Coupe de Roumanie en 2013